# Juan Antonio Abréu Felippe
Juan Antonio Abréu Felippe. Nació en La Habana, Cuba, el 6 de abril de 1952.
Desde 1976 y hasta 1980 cursó estudios en la Escuela Nacional de Artes Plásticas “San Alejandro”, La Habana, Cuba.

## Exposiciones personales
Sus exposiciones personales han sido:
- En 1982 "Arturo Rodríguez & Juan Abreu" presentada en la Fidelio Ponce Art Gallery, de Hialeah, Florida, EE. UU.
- En 1995 "Juan Abréu. Escenas familiares" expuesta en la galería Expresiones Arte Latinoamericano, de Guayaquil, ECUADOR. "There is Nothing Like Maternity, Childhood, Friendship, Love and Other Atrocities" en la Fredric Snitzer Gallery, de Coral Gables, Florida, y "Juan Abréu. American Icons" vista en la Porter Troupe Gallery, de San Diego, California.

## Exposiciones colectivas
- En 1982 participa en su primera exposición colectiva "10 Out of Cuba" en la Intar Latin American Gallery de Nueva York.
- En 1998 bajo el título "20 Years: Anniversary Exhibition" se presenta en la Celebration Fredric Snitzer Gallery, de Miami.

## Premios
Desde 1983 es reconocido su trabajo con Premios como Best in Show del Hispanic Heritage Festival de Miami. El First Prize in Painting. Hialeah Showcase’83, en Hialeah, Florida y en 1993 1994 con Cintas Foundation Fellowship, de Nueva York.
- Datos: Q5947202